# Neoconocephalus xiphias
Neoconocephalus xiphias är en insektsart som först beskrevs av Saint-fargeau och Jean Guillaume Audinet Serville 1825.  Neoconocephalus xiphias ingår i släktet Neoconocephalus och familjen vårtbitare. Inga underarter finns listade i Catalogue of Life.